# Liste de personnalités liées au mouvement rastafari
Ceci est une liste de personnalités liées au mouvement rastafari.

## Aînés (Elders)
- Leonard Percival Howell
- Sam Brown
- Vernon Carrington
- Charles Edwards
- Mortimer Planno
- Count Ossie

## Artistes de reggae
- Albert Griffiths, chanteur et musicien de The Gladiators
- Anthony B, chanteur reggae dancehall
- Augustus Pablo, compositeur, musicien et chanteur
- Bob Marley, (1945–1981) musicien et chanteur, pape du reggae
- Blacko (Karl Appela), MC rasta (ex-membre du groupe de rap français Sniper)Il a déclaré ne pas être rasta et être seulement <<un homme parmi les hommes>>.
- Buju Banton, (né en 1973), musicien et chanteur reggae-dancehall
- Winston "Burning Spear" Rodney, (né en 1948)  auteur, compositeur, chanteur et musicien
- Cedric "Congo" Myton compositeur et musicien
- Clifton Bailey également appelé Capleton, chanteur reggae-dancehall
- Clinton Fearon musicien de The Gladiators
- Earl Chinna Smith, compositeur et guitariste
- Johnny Clarke, chanteur
- Joseph Hill musicien et chanteur
- Jimmy Cliff musicien et chanteur
- Kiddus I, auteur et chanteur
- Turbulence, auteur et chanteur (né en 1981)
- Lucky Dube, auteur et chanteur (1964 - 2007)
- Maxwell Linvingstone "Max Romeo" Smith
- Pablo Moses chanteur de reggae
- Peter Tosh, (1944–1987)
- Prince Lincoln Thompson (1949-1998) musicien et compositeur
- Miguel Collins aka Sizzla, auteur et chanteur
- Alpha Blondy, chanteur de Côte d'Ivoire
- Snoop Lion, Anciennement Snoop Dogg, rappeur américain, il se reconvertit au Rastafarisme depuis juillet 2012, il se renomme Snoop Lion et chante du Reggae.
- Joseph Cotton, chanteur
- Takana Zion, chanteur guinéen
- Ziggy Marley, (1968-...)
- Baggy M, chanteur algérien
- Et plus encore…
- Lyricson, chanteur guinéen

## Autres
- Benjamin Zephaniah, poète anglais
- Nandor Tanczos, (né en 1966), homme politique néo-zélandais.
- Ben Hana, personnalité néo-zélandaise.
- Japheth Kalonji, rasta néo-calédonien